# Championnat d'Europe FIA GT3
Pour les articles homonymes, voir GT3.
Le Championnat d'Europe FIA GT3 (FIA GT3 European Championship) est un championnat organisé par la Stéphane Ratel Organisation (SRO) et régulé par la Fédération internationale de l'automobile (FIA). C'est une série dérivée du FIA GT, mais qui s'adresse principalement aux amateurs, avec des véhicules plus proches des modèles de série.

## Historique
Le Championnat d'Europe FIA GT3 a été lancé en 2006 de façon à étendre la participation de constructeurs dans la catégorie GT, mais aussi celle des pilotes amateurs.
Les FIA et SRO planifient de non seulement étendre le championnat, mais aussi de le développer au niveau national comme la Ferrari Challenge et la Porsche Supercup.

## Véhicules
La série diffère du GT1 et du GT2 par une ingénierie plus simple de façon à la rendre plus abordable. Ainsi, on ne permet pas aux voitures de classe GT3 d'être développées par leurs fabricants pendant la durée d'une saison. Les fabricants fournissent simplement une voiture prête à courir à un client, et les équipes sont limitées dans la modification des spécifications. Les véhicules sont homologués par la FIA et un étalonnement des performances est réalisé entre chaque modèle.
Véhicules homologués :
Les Jaguar XKR, Ford Mustang FR500GT, Ford GT, et Morgan Aero 8 ont été ajoutées à la liste d'homologation 2007, tandis que les Venturi Atlantique silhouette, Maserati Trofeo, et la Lotus Exige ont été reportées faute de participation. La Audi R8 LMS et l'Alpina B6 ont été homologuées en 2009, tandis que la Ferrari F430 GT3 par la 430 Scuderia.
Les Jaguar XKR, Ford Mustang FR500GT, Ford GT, et Morgan Aero 8 ont été ajoutées à la liste d'homologation 2007, tandis que les Venturi Atlantique silhouette, Maserati Trofeo, et la Lotus Exige ont été reportées faute de participation. La Audi R8 LMS et l'Alpina B6 ont été homologuées en 2009, tandis que la Ferrari F430 GT3 par la 430 Scuderia.
Mosler Deutschland, en association avec Rollcentre Racing (l'importateur officiel de la marque en Europe), ont annoncé que la MT900 GT3 développée pour la série a vu son homologation rejetée. Toutefois la voiture est acceptée dans le championnat Belcar et le British GT Championships (bien qu'elle en ait été aussi bannie mi-2009).
De 2006-09, les équipes sont limitées à engager trois voitures, avec deux pilotes chacune. Depuis 2010 la limite d'engagement est ramenée à deux par équipe. Une équipe peut ainsi engager deux véhicules qui se doivent d'être du même modèle. Il ne peut avoir plus de six véhicules par marque (trois fois deux véhicules par équipe).

## Pilotes
Les pilotes du FIA GT3 n'ont pas le même niveau que ceux du FIA GT. Le terme « gentleman-driver » est communément utilisé pour qualifier les pilotes évoluant dans cette série.
Les pilotes ayant moins de 55 ans ne sont pas autorisés à participer au championnat GT3 s'ils :
- sont en possession d'une Super Licence FIA.
- ont fini dans le top 10 des championnats Formule 3000, GP2 Series, ou Indy Racing League.
- ont fini dans le top 6 d'un championnat de national ou international de Formule 3.
- ont déjà gagné les 24 Heures du Mans.

## Champions
| Saison | Pilote(s)                           | Équipe                     | Voiture                   |
| ------ | ----------------------------------- | -------------------------- | ------------------------- |
| 2012   | Dominik Baumann Maximilian Buhk     | Heico Gravity Charouz Team | Mercedes-Benz SLS AMG GT3 |
| 2011   | Francesco Castellacci Federico Leo  | Heico Motorsport           | Mercedes-Benz SLS AMG GT3 |
| 2010   | Daniel Keilwitz Christian Hohenadel | Prospeed Competition       | Porsche 997 GT3 Cup S     |
| 2009   | Christopher Haase Christopher Mies  | Hexis Racing AMR           | Aston Martin DBRS9        |
| 2008   | Arnaud Peyroles James Ruffier       | Martini Callaway Racing    | Corvette Z06R GT3         |
| 2007   | Gilles Vannelet Henri Moser         | Martini Callaway Racing    | Corvette Z06R GT3         |
| 2006   | Sean Edwards                        | Tech 9 Motorsport          | Porsche 997 GT3 Cup S     |